# Forte di Nizwa
Il Forte di Nizwa (Arabo: قلعة نزوى; traslitterato: Qal'at Nizwa') è una delle quattro fortezze storiche situate ai piedi del Djebel Akhdar in Oman. Venne costruito nel diciassettesimo secolo su strutture risalenti fino al XII, a guardia dell'antica capitale di Nizwa. È il monumento nazionale più visitato dell'Oman. 
Il forte di Bahla, insieme a quelli vicini di Izki e Bahla, ed a quello a nord di Rustaq, furono il centro della resistenza kharigita alla "normalizzazione" voluta dal califfo Hārūn al-Rashīd. 

## Storia
Fu costruito negli anni 1650 dal sultano Bin Saif Al Ya'rubi, presso una struttura cilindrica risalente al XII secolo. Il forte era il centro amministrativo dell'autorità per gli Imam e i Walis regnanti in tempi di pace e conflitto. La parte principale del forte ha richiesto circa 12 anni per essere completata e venne eretta sopra un corso d'acqua sotterraneo.

## Descrizione
Il disegno del forte riflette l'ingegnosità architettonica omanita dell'era Ya'rubi, che ha visto un notevole progresso nelle fortificazioni militari e l'introduzione della guerra a base di armi da fuoco. La parte principale del forte è la sua enorme torre a tamburo che si eleva per 30 metri sopra il suolo e ha un diametro di 36 metri. Le solide fondamenta del forte penetrano per 30 metri nel terreno, e una parte della torre è riempita di rocce, terra e detriti. Le porte sono spesse e le pareti sono arrotondate e robuste, progettate per resistere a violente raffiche di fuoco di mortaio. Ci sono ventiquattro aperture tutto intorno alla sommità della torre per il fuoco di cannoni, che fornivano una copertura completa a 360 gradi della campagna circostante, rendendo praticamente impossibile un attacco a sorpresa al forte senza provocare una risposta. Oggi ne restano solo quattro. 
Accanto alla torre si sviluppa uno corpo fortificato quadrangolare, dove trovavano alloggio il comandante del forte e le sue milizie. All'interno delle mura si trova anche un orto (oggi giardino) e un pozzo che attingeva dal torrente sotterraneo, per permettere la massima resistenza in caso di assedio. La struttura è ricca di merlature, torrette, pozzi segreti, porte false e trabocchetti, per intrappolare gli eventuali assalitori.